# Audi Avus

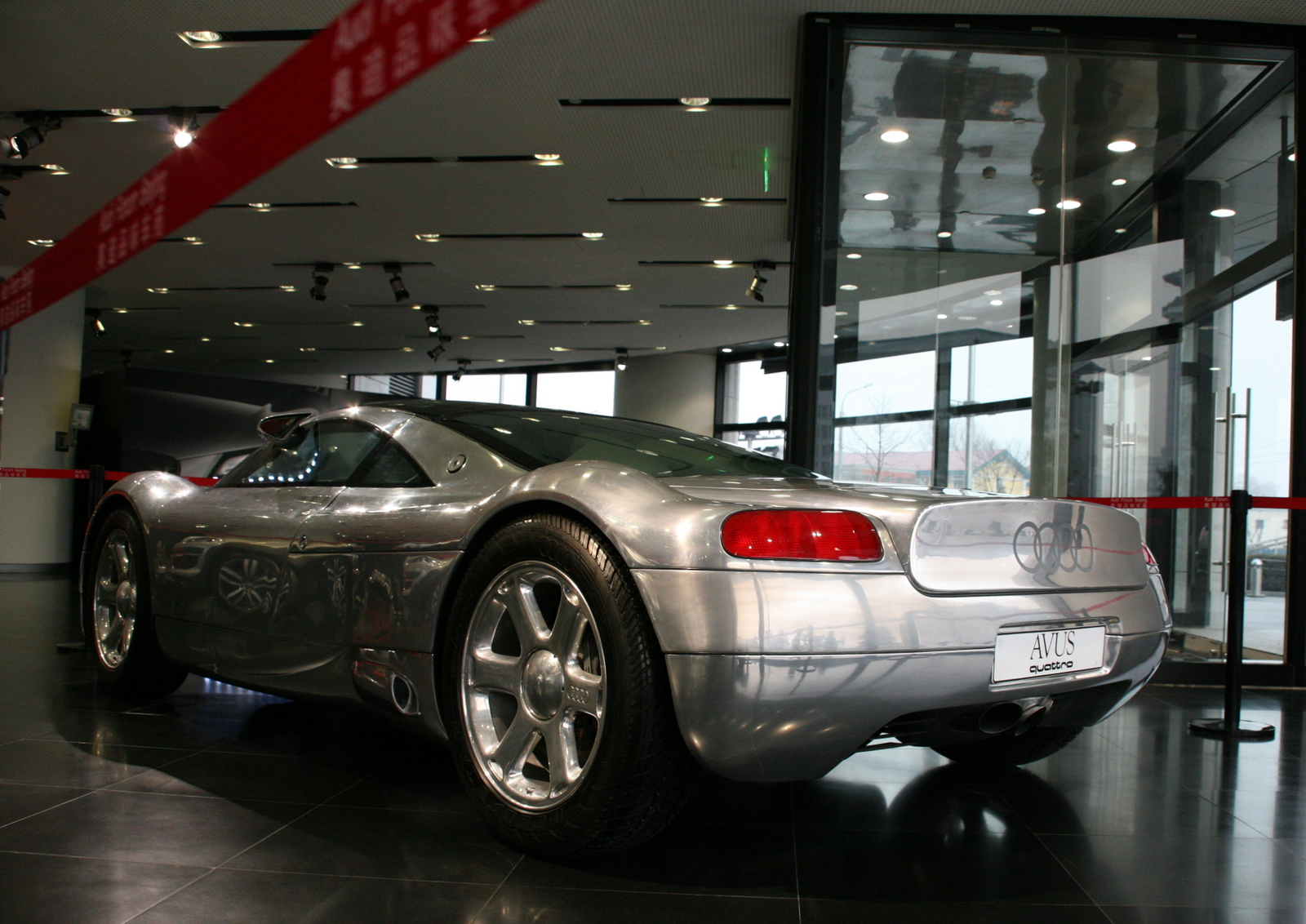
Audi Avus - tył pojazdu

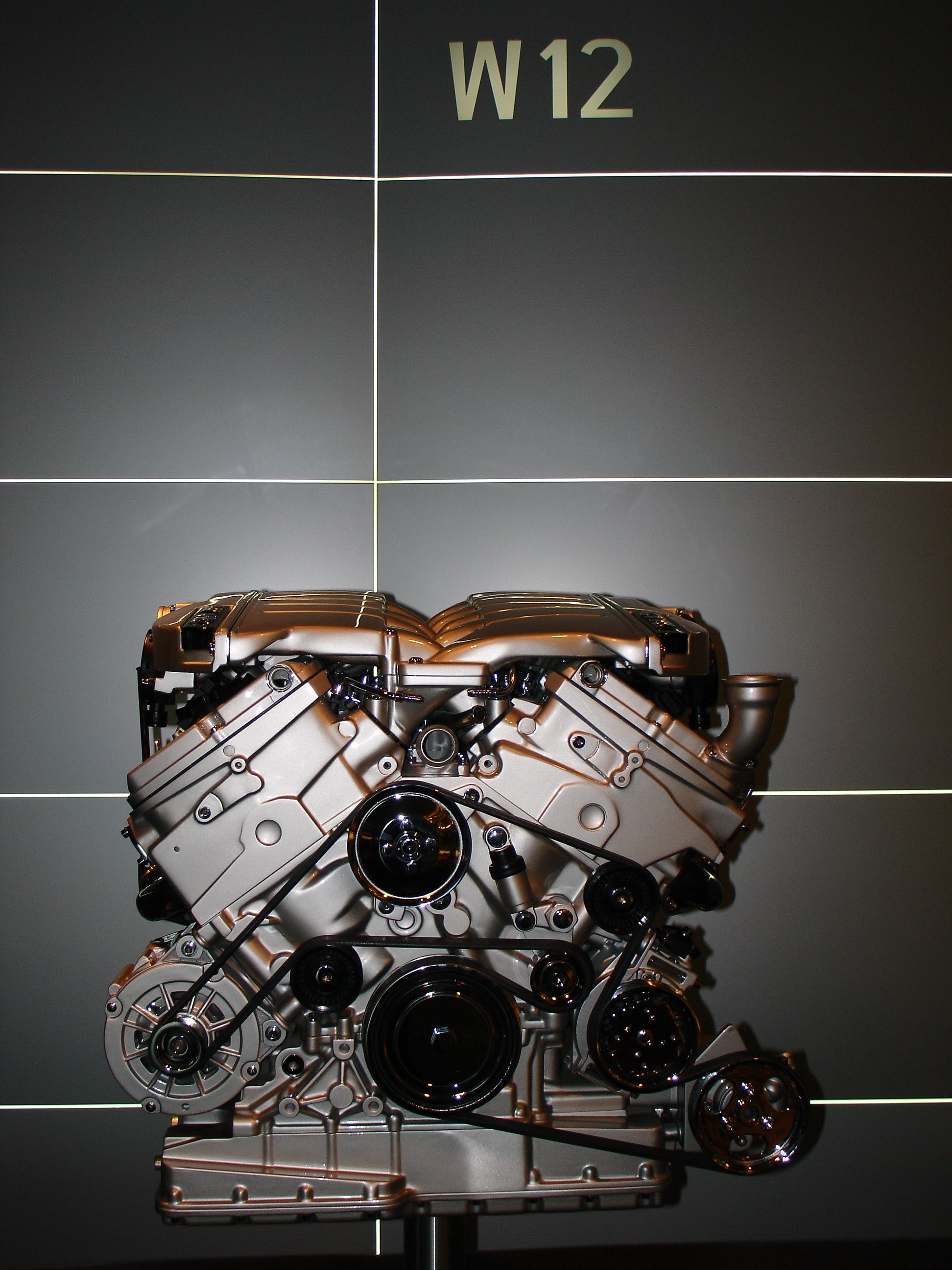
Audi Avus - silnik W12

Audi Avus Quattro – koncepcyjny supersamochód Audi zaprezentowany w 1991 roku, miesiąc po prezentacji modelu Quattro Spyder na targach motoryzacyjnych w Tokio. Jest to futurystyczny supersamochód z silnikiem W12, lekką, aluminiową karoserią i napędem na cztery koła. Od początku zakładano, że samochód nie wejdzie do produkcji, był to raczej pokaz umiejętności i techniki inżynierów z Audi. Niektóre rozwiązania z tego modelu (aluminiowe nadwozie czy silnik W12) zastosowano w późniejszym modelu Audi A8, który miał swój debiut w 1994 roku nosząc nazwę Audi ASF (Audi Space Frame). W modelu A8 W12 silnik osiągał 420 KM.

## Specyfikacja modelu Audi Avus Quattro
Źródło:
| Wersja                               | Audi Avus |
| Produkcja                            | 1991 1 sztuka |
| Silnik                               | Audi W12 - 12-cylindrowy, 60° wolnossący 5 zaworów na cylinder, 60 zaworów DOHC Elektroniczny wtrysk paliwa Bosch MSS 52, 3 katalizatory.                           |
| Umiejscowienie silnika               | Umieszczony centralnie |
| Napęd                                | quattro |
| Pojemność skokowa                    | 5998 cm³ |
| Pojemność skokowa                    | 84,0 x 90,20 mm |
| Stopień sprężania                    | 11,0:1 |
| Moc maksymalna                       | 374 kW (509 KM) @ 5800 rpm |
| Maksymalne obroty                    | @ 6000 rpm |
| Moc na jeden litr                    | 85,0 KM / 1 litr pojemności skokowej cm³ |
| Maksymalny moment obrotowy           | (540 Nm) @ 4000 rpm |
| Prędkość maksymalna                  | 340 km/h (dane producenta) |
| Przyśpieszenie 0–100 km/h 0–160 km/h | 2,8 s (dane producenta) |
| Przyśpieszenie 0–100 km/h 0–160 km/h | 6,5 s (dane producenta) |
| Zużycia paliwa na 100 km             | Średnie - b/d (98 RON) |
| Zużycia paliwa na 100 km             | Cykl miejski - b/d (98 RON) |
| Zbiornik paliwa                      | 100 litrów |
| Układ hamulcowy                      | Aluminiowe tarcze, firmy Brembo 6 tłoczkowe zaciski z przodu 4 tłoczkowe zaciski z tyłu Średnica tarcz - Przód: Ø 345 mm Tył: 330 mm Wentylowane z przodu i z tyłu. |
| Droga hamowania (100–0 km/h)         | 36,7 m |
| Nadwozie / Karoseria                 | Aluminiowa karoseria z komponentami.< 2-drzwiowy coupé |
| Skrzynia biegów                      | ZF (6-biegowa manualna) |
| Przełożenia skrzyni biegów           | 1 - 3.23:1, 2 - 2.19:1, 3 - 1.71:1, 4 - 1.39:1, 5 - 1.16:1, 6 - 0.93:1 wsteczny - 2.37:1.                                                                           |
| Felgi / Opony                        | quattro GmbH (Avus Design) 225/60 ZR20 |
| Rozstaw osi                          | 2800 mm |
| Długość/Szerokość/Wysokość           | 4425 / 1975 / 1175 mm |
| Masa własna                          | 1250 kg |
| Pojemność bagażnika                  | 460 litrów (bez możliwości złożenia) |